# Уильям Лиат де Бург
Сэр Уильям Лиат де Бург (англ. Sir William Liath de Burgh; умер в 1324) — англо-ирландский аристократ, юстициарий Ирландии (1308—1309). Предок кланов Мак Уильям Иохтар и Мак Уильям Уахтар, которые позже стали графами Кланрикард и графами Мейо.

## Биография
Сын Уильяма Ога де Бурга, который был убит в битве при Ат-на-Чипе или Атанкипе в 1270 году, и племянник Уолтера де Бурга, 1-го графа Ольстера (ум. 1271). Его прозвище «Лиат», что по-гэльски означает «Серый».
Уильям де Бург провел большую часть своей жизни, сражаясь на стороне своего двоюродного брата, Ричарда де Бурга, 2-го графа Ольстера, о чем впервые стало известно в 1290 году, когда он потерпел поражение в стычке с родом Мак-Кофланом.
Он занимал пост юстициария Ирландии с 1 октября 1308 года по 15 мая 1309 года.
В битве при Конноре в Ольстере в 1315 году шотландско-ирландская армия под командованием графа Эдварда Брюса одержала победу над армией Ричарда де Бурга, 2-го графа Ольстера. Уильям Лиат де Бург, сражавшийся под командованием своего двоюродного брата, графа Ольстера, был взят в плен и отправлен в Шотландию. Он был освобожден в 1316 году в обмен на своего сын Эдмунда в качестве заложника.
Вернувшись из Шотландии, 10 августа 1316 года Уильям Лиат де Бург, собрав «разношерстную армию англо-нормандских колонистов и ирландских вождей», в битве при Атенрае одержал победу над гэльским королем Коннахта Федлимидом О’Коннором, который воспользовался хаосом в Коннахте, чтобы изгнать оттуда англо-нормандцев.

## Семья
Уильям де Бург женился на Финоле Ни Бриайн, дочери Брайана Руада О’Брайена, короля Томонда (? — 1277), от брака с которой у него было три сына:
- Сэр Эдмонд Альбанах де Бург (умер в 1375)
- Сэр Улик де Бург (умер в 1352)
- Сэр Уолтер Лиат де Бург (умер в феврале 1332).

У него также могли быть другие дети — законные или внебрачные:
- Раймонд де Бург, предок Мак-Рэймонда Берков из Мюнтера Мурчадхи
- Ричард де Бург, предок клана Генри, Мак Уолтер из Лака, Мак Уильям Дуинн, Мак Тиббот и Мак Мейлер
- Теобальд де Бург, умер в 1336 году.
- Томас де Бург, казначей Ирландии с 1331 по 1334 год.
- Гилл де Бург, жена Ричарда де Мандервиля
- Мор де Бург, вышла замуж за Руайдри О Селлая, который умер в 1339 году.
- Два безымянных сына убиты в Ленстере в 1311 году.

Он умер в 1323 году и был похоронен в доминиканском монастыре в Атенри. Он является предком клана Бурков в графства Мейо.